# Faculté de droit canonique de l'institut catholique de Paris
La Faculté de Droit canonique de l'Institut catholique de Paris est une faculté ecclésiastique de droit canonique. Elle appartient aux réseaux des universités et facultés ecclésiastiques – 180 institutions environ en Europe – et au réseau des 43 institutions enseignant le Droit canonique, les unes et les autres délivrant des diplômes du Saint-Siège. Elle est régie par la Constitution apostolique Veritatis Gaudium du pape François datée du 8 décembre 2017 - loi pontificale succédant à la Constitution apostolique Sapientia christiana du pape Jean-Paul II, publiée le 29 avril 1979, et au Décret Novo codice de la Congrégation pour l’Éducation catholique du 2 septembre 2002 - et par ses propres statuts reconnus par la dite Congrégation. Elle est l’une des facultés de l'Institut catholique de Paris, établissement privé d’enseignement supérieur d'intérêt général (EESPIG). Elle contribue à la diffusion et à l’enseignement de la science canonique en France et au-delà par de multiples partenariats.
La Faculté de Droit canonique a relevé le titre, toujours utilisé dans son sceau, de Consultissima Facultas - Consultissime Faculté - porté par la Faculté de Décret de l'Université de Paris fondée en 1160 et disparue en 1793,. De même les enseignants portent depuis 1946 la toge écarlate qui avait été donnée par le pape Benoît XII aux maîtres de la Faculté de Décret: précédemment ils portaient la robe violette à l'instar des théologiens.

## Localisation
Dans le cadre du campus de l'Institut catholique de Paris, la Faculté de Droit canonique occupe depuis 1984 un immeuble, construit à l'emplacement de l'ancien couvent des Dames de l'Adoration-Perpétuelle-du-Saint-Sacrement, immeuble dont l'adresse actuelle est celle du 22 rue Cassette. Y est situé le lieu d'habitation de deux célèbres personnages de la Comédie Humaine d'Honoré de Balzac : Lucien de Rubempré et Vautrin. Le peintre Louis Hersent - il réalise plusieurs portraits du roi Louis-Philippe et de membres de la famille d'Orléans qui se rendent dans son atelier - et son épouse Louise Marie-Jeanne Mauduit - peintre également - demeurèrent dans cet hôtel particulier. L'édifice a été entièrement restauré et réaménagé et se situe désormais au sein de la Maison de la Recherche de l'Institut catholique de Paris inaugurée en 2021. La Faculté de droit canonique a quitté le rez-de-chaussée pour le deuxième étage.
Par le passé, la Faculté a occupé les bâtiments construits en bordure de la cour de Saint-Joseph des Carmes et perpendiculaires à la rue de Vaugirard, puis successivement les bâtiments construits, par d'Hulst et Baudrillart, rue d'Assas et enfin à partir de 1949, le 12 rue Cassette construit par Émile Blanchet.

## Historique

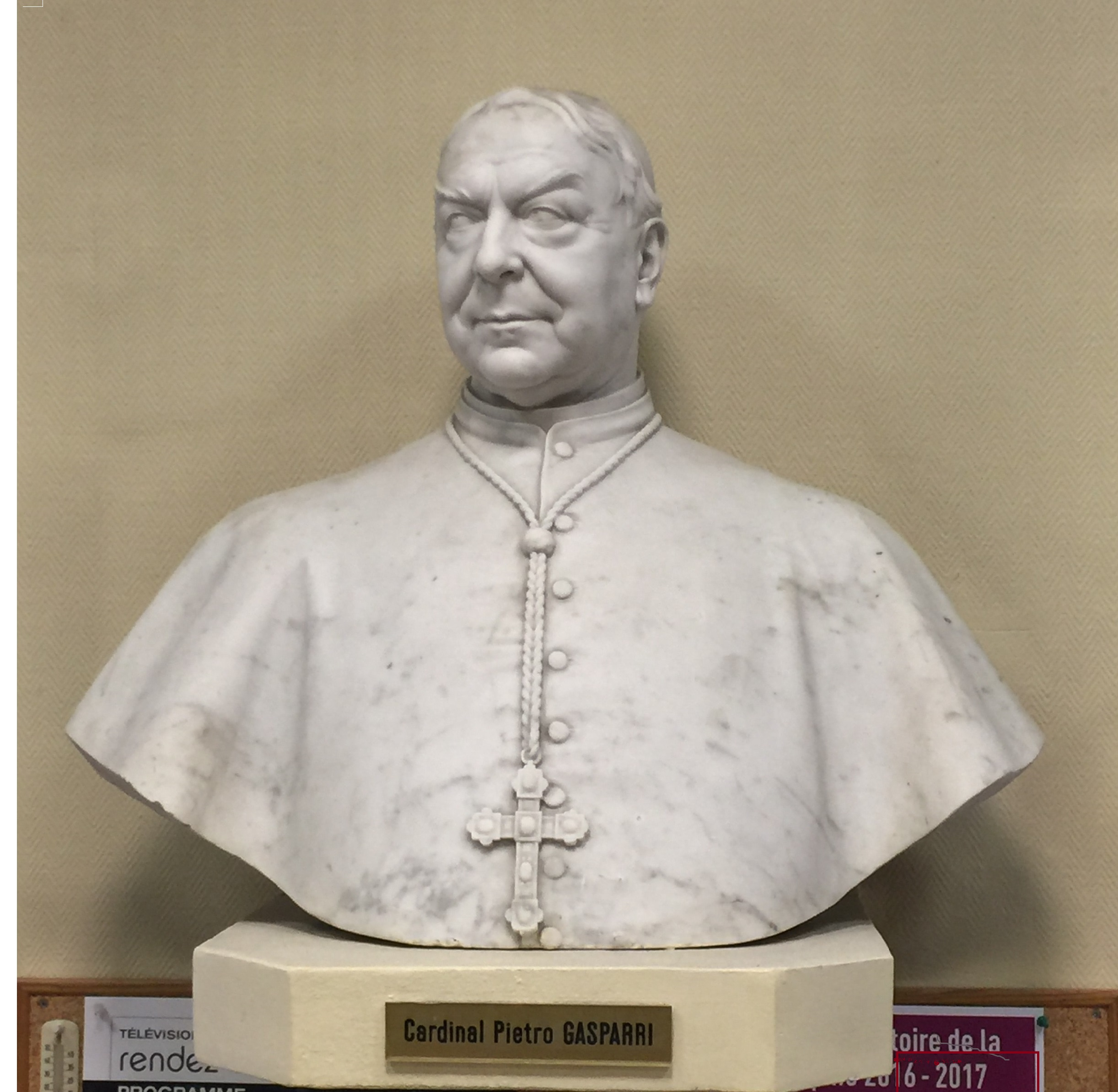
Buste du cardinal Pietro Gasparri réalisé par Pietro Canonica, président de l'Académie des Beaux-Arts d'Italie et offert à la Faculté en 1928.

À la suite de la loi du 12 juillet 1875 rapportée par Edouard de Laboulaye, instaurant la liberté de l’enseignement supérieur en France, le cardinal Joseph Hippolyte Guibert, archevêque de Paris, et les évêques de la circonscription universitaire de Paris inaugurent le 10 janvier 1876 l'Université catholique de Paris, connue aujourd'hui sous le nom d'Institut catholique de Paris, par suite de la loi du 16 mars 1880 réservant en France l'usage du titre d'Université aux institutions publiques d'enseignement supérieur. Ce nouvel établissement succède à l’École des Carmes fondée par l'archevêque de Paris Denys Affre en 1845,.
En 1878, une chaire de Droit canonique est ouverte dans le cadre de l’École de Théologie, chaire dont le premier titulaire est Pietro Gasparri, futur cardinal-Secrétaire d’État du pape Pie XI, signataire des Accords du Latran de 1929. Un indult de la Sacrée Congrégation des Études du 7 juin 1881 autorise la création d'une section de droit canonique. Finalement une Faculté de Droit canonique de plein droit est érigée le 6 juillet 1895 par décret du cardinal Camillo Mazella, Préfet de la Sacrée Congrégation des Études, et ses statuts sont définitivement confirmés le 17 juin 1911. Depuis lors, la Faculté a vécu au rythme des différentes réformes provenant du Saint-Siège. Après avoir enseigné le corpus iuris canonici, puis la législation du Code pio-bénédictin de 1917, elle s'applique aujourd'hui à promouvoir un droit de l’Église profondément renouvelé, à la suite du Concile Vatican II, par la promulgation du Code de Droit canonique de 1983 et la promulgation du Code des canons des Églises orientales de 1990. La Faculté collabore particulièrement avec la Société Internationale de Droit canonique et de Législations religieuses comparées (SIDC) : les deux institutions publient depuis 1974 la revue scientifique L'année canonique née en 1952 de la volonté du doyen Andrieu-Guitrancourt. La revue reçoit conjointement le prix Arturo Carlo Jemolo en 2005,,. En 1990 la Faculté accueille le 7ème Congrès international de la Consociatio Internationalis Studio Iuris Canonici Promovendo avec pour thème : la synodalité et en 2022 le 17ème congrès avec pour thème : "personne, droit et justice. La contribution du droit canonique dans l'expérience juridique contemporaine".
Au cours de son histoire et voulant répondre aux besoins de son époque, la Faculté a donné naissance en 1951 à l’École de législation religieuse comparée (Droits des autres confessions chrétiennes, mais encore le Talmud, le Coran et les lois religieuses hindoues), augmentée en 1953 d'une section orientale et en 1954, à l’École pratique de Droit canonique (formation continue du clergé en Droit canonique et Droit civil). En 2018, elle ouvre un Site francophone de droit canonique,.
La Faculté de Droit canonique de l'Institut catholique de Paris accueille depuis sa fondation des étudiants ecclésiastiques et religieux, mais aussi depuis le Concile Vatican II, des étudiants laïcs. Parmi les étudiants célèbres, citons Jean-Paul II: le jeune abbé Karol Wojtyla fut inscrit à la faculté à l'un ou l'autre cours, vraisemblablement lors de son séjour parisien en 1947. 7 enseignants-chercheurs permanents et une vingtaine de chargés d'enseignement assurent l’enseignement et la recherche au sein de la Faculté. En 2011 et en 2022, la Faculté a fait l’objet à l'instar d'autres facultés ecclésiastiques d’une évaluation officielle par l’AVEPRO, l’Agence du Saint-Siège pour l’évaluation et la promotion de la qualité dans les universités et facultés ecclésiastiques.

## Liste des Doyens
- Maurice d'Hulst, recteur et doyen (1895-1896), archidiocèse de Paris[39]
- Pierre-Louis Péchenard, recteur et doyen (1896-1907), archidiocèse de Reims, depuis évêque de Soissons
- Alfred Baudrillart, recteur et doyen (1907-1913), prêtre de l'Oratoire
- Auguste Boudinhon (1913-1917), archidiocèse de Paris, puis recteur[40] de Saint-Louis-des-Français à Rome.
- Pierre Fourneret (1917-1926), archidiocèse de Paris
- Antoine Villien (1926-1938), prêtre des Missions étrangères de Paris
- Edouard Fournier (1938-1943), diocèse d'Arras
- Marcel Hamayon (1943-1946), archidiocèse de Paris
- Pierre Andrieu-Guitrancourt[41],[42](1946-1970), archidiocèse de Rouen
- Jacques Denis[43] (1970-1975), archidiocèse de Sens-Auxerre
- Jean Passicos (1975-1985), diocèse d'Aire et Dax
- Patrick Valdrini (1985-1992), diocèse de Verdun
- Jean-Paul Durand (1992-2001 et 2004-2007), Ordre des Prêcheurs[44]
- Philippe Toxé (2001-2004), Ordre des Prêcheurs[45]
- Philippe Greiner (2007-2016), archidiocèse de Rennes, Dol et Saint-Malo
- Ludovic Danto (2016-)[46], diocèse de Nantes

## La Faculté de Droit canonique, un pôle universitaire
La Faculté de Droit canonique est destinée à la recherche, à l’enseignement et à la formation. Elle comporte un deuxième et un troisième cycle universitaire, le premier cycle étant celui de la Faculté de Théologie, ce dernier permettant l'obtention du diplôme canonique du Baccalauréat :
- Deuxième cycle : il constitue un cycle d’approfondissement en Droit canonique avec comme grade universitaire correspondant la Licence canonique en Droit canonique. En 2024 un conventionnement avec l'université de Strasbourg permet l'obtention du Master 2 en droit canonique[49].
- Troisième cycle : le cycle du doctorat canonique de la Faculté permet de mener à bien une thèse en vue de faire progresser la recherche universitaire, avec comme grade universitaire correspondant le Doctorat canonique en Droit canonique. Un programme de collaboration avec l'Université de Paris-Sud XI, Faculté Jean-Monnet de Sceaux, a permis l'obtention du diplôme de Master 2 "Histoire du Droit et du Droit canonique" puis la collation du Doctorat en Droit jusqu'en 2021.

Elle offre l’opportunité de pouvoir poursuivre deux types de cursus diplômant différents :
- Un cursus constitué par les diplômes canoniques, diplômes du Saint-Siège avec reconnaissance de grades et de niveau par la République française à la suite de l’accord du 18 décembre 2008[50] entre les deux parties : licence canonique en Droit canonique, doctorat canonique en Droit canonique.
- Un cursus constitué par des diplômes propres à l'Institut catholique de Paris : certificat universitaire en Droit canonique ; 8 diplômes universitaires spécialisés ; diplôme universitaire supérieur en Droit canonique.

La Faculté dispose d'une bibliothèque spécialisée dont le fonds principal provient de la bibliothèque de Charles Lefebvre, doyen de la Rote Romaine de 1976 à 1978.